# Cova del Frare (Matadepera)
|  | Per a altres significats, vegeu «Cova del Frare». |

La Cova del Frare és un jaciment que es troba a Matadepera, molt a prop de la ciutat de Terrassa, (Vallès Occidental), inclòs a l'Inventari del Patrimoni Arqueològic i Paleontològic de Catalunya.
Es troba al Massís de Sant Llorenç del Munt on s'hi pot accedir fins a cert punt en cotxe particular i fins a l'entrada del jaciment s'hi ha d'accedir a peu mitjançant camins i corriols. Actualment el jaciment està tancat per preservar la seva conservació.
El que refereix a la geologia va ser analitzada per Narcís Carulla que va estudiar la cavitat per poder fer un recull de les diferents característiques que feien d'aquella cova un lloc idoni per la vida humana, ja que hi ha ocupacions de diverses cronologies i gairebé ininterrompudament.
Al voltant de la cova podem trobar altres emplaçaments que han estat idonis per ser llocs d'assentament en època medieval, ja sigui una masia, una necròpolis o una església, etc, conferint aquest massís un punt important per assentar-s'hi, amb els recursos necessaris per sobreviure.

## Descobriment i historiografia del jaciment
Els seus inicis com a potencial jaciment arqueològic van ser el 1896 quan el senyor Palet i Barba hi va fer un sondeig, ja que s'havia trobat material arqueològic en superfície i es va decidir indagar una mica més. En un primer contacte aquest senyor va poder diferenciar diferents estrats potencialment arqueològics però no va seguir amb la seva investigació.
Fins que l'any 1970 es va fer un altre sondeig a través del Museu de Sabadell i a càrrec del senyor Martí i Jusmet, tenint un resultat semblant a l'anterior personatge abans citat.
Uns anys més tard, l'any 1977 un grup d'arqueòlegs (Araceli Martin, Anna Biosca, Josep Alabreda) van demanar un permís d'excavació per poder investigar la cova trobant un potencial arqueològic de diversos segles d'ocupació.

## Descripció, estratigrafia i material trobat

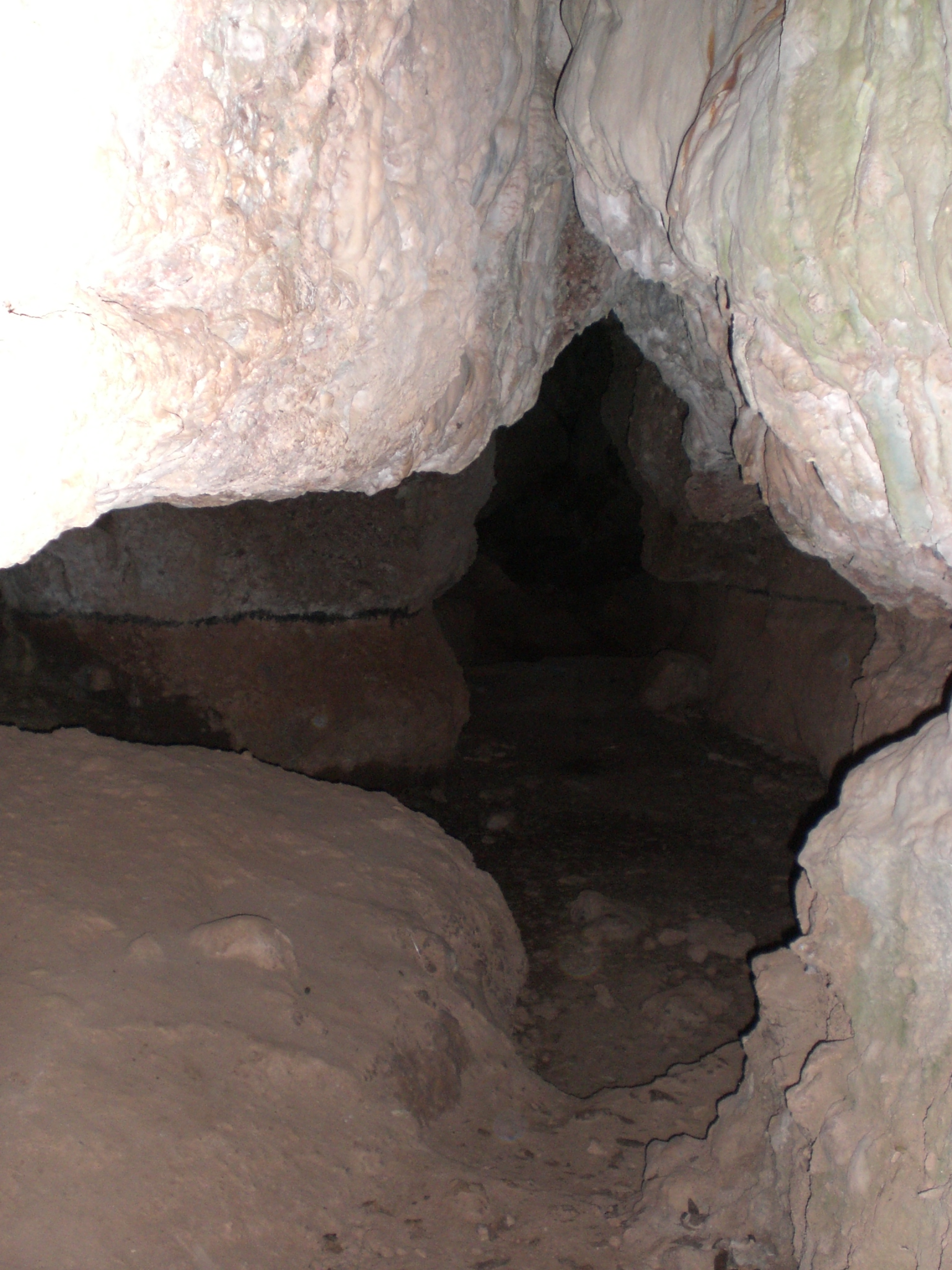
Interior

En la descripció dels estrats que s'han trobat dins d'aquesta cova començarem explicant l'estrat més antic d'ocupació fins a arribar a l'estrat superficial que va ser una barreja de materials de moltes èpoques fins a l'actualitat.
Les intervencions arqueològiques van començar el 1977 i van finalitzar el 1986, a càrrec del Museu d'Arqueologia de Barcelona.

### Neolític Antic. 4500-3500 aC
S'han trobat diverses estructures en el seu interior, sobretot fogars rodejats de pedres no gaire més grans de 10 centímetres, i moltes restes arqueològiques al llarg de la potencialitat de l'estrat de 15 centímetres, això significa que va ser una època d'una gran ocupació continuada, la qual està assentada sobre un petit estrat d'estalactites que ens indica que no hi va haver ocupació quan aquest primer grup va arribar.
Pel que respecta al material arqueològic es van trobar restes ceràmiques, òssies i lítiques, juntament amb estructures i peces d'ornamentació.
La tipologia de les restes ceràmiques estaven caracteritzades per decoracions barroques amb incisions acanalades, fetes amb punxons, dibuixos geomètrics, impressions amb petxines, i aparició de cordons incisos, que s'anomena la ceràmica cardial, de les quals s'han trobat un centenar aproximadament, la seva pasta es caracteritza per ser depurada i ben cuita.
També apareixen unes altres ceràmiques en el mateix context, més senzilles i sense decoració que pertanyen al grup Montboló, que és una tipologia de ceràmica típica de Catalunya sense decoració, o molt poques vegades estan decorades, de formes globulars, nanses de cinta, i molt l'aparició de mugrons, solen tenir capacitats molt majors perquè la seva funcionalitat és l'emmagatzemament.
Les restes lítiques que es van trobar pertanyen a una indústria laminar de sílex de qualitat, probablement de jaspi local, es van trobar també destrals i percutors macrolítics que es troben fabricats sobre corneanes i alguna pedra exportada que té més bona manufactura que les altres. Es pot observar, a través de les restes de talla, tota la cadena operativa des de l'obtenció de sílex fins a la peça final, ja que la manufactura es fa en la mateixa cova.
Les restes òssies van ser analitzades per Manuel Rueda, les quals van ser: una atzagaia sobre os de bòvid i punxons sobre os de ovicàprid, juntament amb altres ossos clarament retocats però que no sabem la seva funcionalitat.
Les restes de fauna que es van poder trobar ens han deixat interpretar que era un grup que havia desenvolupat la ramaderia, encara que també es pot interpretar com que una part de la fauna trobada era caçada. (J. Estevez) La seva forma de cocció dels animals era a través de l'ebullició, característica que s'ha pogut endevinar per la conservació dels ossos.
En les estructures trobades tenim en un primer moment, a l'entrada de la cova per la boca Est tenim l'evidència de tres pedres que devien falcar tres pals, probablement de fusta, que serien la base d'un arrecerament. En aquest sector no és possible posar-se dempeus, ja que el sostre és massa baix i s'ha d'anar ajupit. En aquest mateix lloc de la cova hi ha restes de rubefacció al terra d'una combustió secundària.
En un altre sector de la cavitat, diferenciat de la zona anterior, trobem un lloc on ha aparegut una llar de foc delimitada per pedres, de forma permanent on s'han trobat moltes restes arqueològiques sobretot de fauna, esmentades anteriorment. Juntament amb aquest foc en trobem un altre a l'entrada de la cavitat que podria servir per proporcionar llum i escalfor a la nit.
També hi ha elements d'ornamentació que en són pocs, però mereixen ser destacables, consisteix en un petit penjoll d'os i algunes dents de cérvol amb incisions perquè el fil sigui més fàcil d'aguantar-se.

### Neolític final. 2500 aC
Es va trobar un nivell sepulcral col·lectiu, el qual significa que va ser un lloc on sistemàticament s'enterraven els cossos de les persones mortes d'una mateixa comunitat, apartant l'enterrament anterior per dipositar-hi un de nou, d'aquesta manera a l'hora d'excavar es van trobar una barreja d'ossos. En aquesta barreja d'ossos es van poder identificar 16 individus, 6 homes i 2 dones adults, un individu en estat senil, 2 juvenils d'entre 14-16 anys i 5 infants d'entre 3-9 anys.
A partir d'aquests cossos s'han pogut fer anàlisis que van donar unes característiques concretes com: la musculatura de les cames estava molt desenvolupada, hi havia endogàmia, per tant era un grup molt tancat i que no es devia relacionar amb altres grups, i l'aixovar trobat en aquest context funerari era molt senzill.
Les restes ceràmiques trobades en relació als cossos són de característiques llises, tenen elements de prensió com les nanses de mugró, les formes són cilíndriques amb una mica de forma globular. Són les denominades ceràmiques cardials.
Entre les restes lítiques es va trobar trapezis de sílex retocats, típics d'aquesta època.
Les restes òssies són punxons i ossos retocats sense que nosaltres sapiguem la seva funció.
Segueixen sent societats dedicades a la ramaderia, però aquest cop la cova va ser utilitzada de necròpolis i com a puntual refugi.

### Calcolíticrecent. 2040-1170 aC
S'hi va trobar un nivell esporàdic d'habitació, ja que hi ha poques restes i la informació està molt fragmentada, ja que no s'han trobat estructures. Les evidències són d'un grup ramader sense agricultura i que tindrien molta mobilitat.
La ceràmica que hi trobem és campaniforme, ja que té les característiques de les seves decoracions impreses i incises en formes triangulars, formes de cremallera, amb incrustacions de pasta blanca en elles.
S'han trobat botons en V d'os, molt característic d'aquesta època i un braçal d'arquer fet de gres que ens informa que els humans en aquell moment històric ja havien inventat l'arc.
No s'han trobat estructures.

### Època del Bronze Antic i Mitjà. 1840-1640 aC
Es van trobar ceràmiques amb carenes, en perfil en “S”, nanses, decoracions plàstiques com cordons aplicats, decorades amb incisions o impressions. Les formes i mesures solen ser mitjans però també es va trobar algun vas una mica més gran, relacionat amb l'emmagatzematge d'aliments. Algunes decoracions conserven la tradició campaniforme d'ocupacions anteriors.
Les restes lítiques i òssies en aquest estrat van ser extremadament escasses.
Es va trobar com a aixovar un penjoll de petxina polida, dentalium i una petita dena de bronze, també es van trobar tres peces de bronze, en que el percentatge de coure és molt més alt que el d'estany.

### Estrat superficial
Es va trobar tota mena de ceràmica, tant del món ibèric, del romà, medieval, produccions dels tallers de Paterna i Manises, ceràmiques amb decoracions de reflexos metàl·lics, vidriades recents i actuals. Per aquest motiu aquest és l'estrat superficial del qual no es pot extreure més informació que va ser ocupada o visitada d'alguna forma des de temps neolítics.

## Contextualització cultural, mediambiental, econòmica, social i ideològica
Els grups humans eren ramaders amb bous, porcs, ovelles i cabres domesticades, la profunditat i grandària de la cova va atreure els grups humans durant milers d'anys, els quals també sortien a caçar cérvols i cabirols.
A un radi d'una hora de distància de la cova hi havia tots els elements necessaris per la subsistència del grup, cosa que fa aquest emplaçament molt important:
- L'aigua: hi ha diferents fonts repartides a pocs minuts de la cova que son filtracions d'aigua d'antic que segueixen en l'actualitat i que podrien abastir perfectament els habitants de la cova i rodalia.
- Vies de comunicació: els desnivells de la muntanya no són molt pronunciats i comuniquen per la plana i per altres cantons de la muntanya, els quals es van utilitzar durant molt de temps i ara son pistes forestals de senderisme per arribar al cim de la Mola.
- Visibilitat i situació: com més amunt del massís més visibilitat sobre Terrassa, Matadepera o les altres muntanyes del voltant és un recurs molt interessant per vigilar qui es mou per la plana i si s'acosta algun grup d'humans o no. Com a punt a destacar també tenim que gràcies a l'altura es pot tenir comunicació amb altres assentaments, tant a la plana com en massissos propers, i també es pot tenir comunicació per eco en diferents punts d'aquest.

Al capdamunt de la muntanya de la Mola no existeixen camps de conreu ni terra fèrtil on s'hi pogués treballar la terra, probablement en època més antiga, abans de l'arribada dels humans en aquest massís, hi hauria bosc que els humans van desforestar en benefici de la llenya com a combustible, per aquest motiu actualment només aflora la roca mare de la muntanya i no és possible conrear a falta del sòl fèrtil que abans existia.